# Registro nazionale dei paesaggi rurali di interesse storico, delle pratiche agricole e delle conoscenze tradizionali
Il Registro nazionale dei paesaggi rurali di interesse storico, delle pratiche agricole e delle conoscenze tradizionali è un elenco di soggetti verificati dall'Osservatorio Nazionale del Paesaggio rurale, delle pratiche agricole e conoscenze tradizionali (O.N.P.R.) su richiesta del Ministero dell'agricoltura, della sovranità alimentare e delle foreste con lo scopo di tutelarli e valorizzarli.
Il registro e l'osservatorio sono stati istituiti con il Decreto n. 17070 del 19 novembre 2012.

## Registro
Le aree rurali di valore storico sono generalmente associate a pratiche e tecniche tradizionali che minimizzano l'uso di risorse esterne, come la meccanizzazione, l'irrigazione e i prodotti chimici agricoli. Questi luoghi presentano coltivazioni con una lunga storia e stretti legami con le comunità e le economie locali che li hanno sviluppati. La loro presenza o l'evoluzione graduale riflettono un equilibrio significativo tra aspetti produttivi, ambientali e culturali in una determinata area o regione.
Pertanto, i criteri utilizzati per determinare l'inclusione nel Registro nazionale si basano sulla storicità del paesaggio e sulla preservazione delle pratiche tradizionali che lo caratterizzano. Questa valutazione si basa su concetti come "significatività", "integrità" e "vulnerabilità", prendendo in considerazione sia le valutazioni scientifiche sia i valori attribuiti da comunità, soggetti e popolazioni interessate.

## Lista dei soggetti
Segue la lista dei soggetti iscritti al registro nel 2023, divisi per categoria:

### Paesaggio rurale
- I vigneti eroici di Meana Sardo
- Paesaggio dei terrazzamenti e della viticoltura delle Cinque Terre
- Marghine-Goceano e territori di Bolotana, Illorai e Lei
- La Corona di Matilde. Alto Reno. Terra di Castagni
- Paesaggio collinare policolturale di Pienza e Montepulciano
- Paesaggio rurale storico delle praterie e dei canali irrigui della Val d'Enza
- Il paesaggio del grano: L'area cerealicola di Melanico in Molise
- Le colline terrazzate della Valpolicella
- Paesaggio della bonifica romana e dei campi allagati della piana di Rieti
- Paesaggio Policolturale di Fibbianello - Comune di Semproniano
- Il paesaggio rurale dei "Vigneti terrazzati della Valle di Cembra"
- Il paesaggio agro-silvo-pastorale del territorio di Tolfa
- Il sistema agricolo terrazzato della Val di Gresta
- Alti pascoli della Lessinia
- Paesaggio storico della Bonifica Leopoldina in Valdichiana
- Paesaggio agrario di olivastri storici del FEUDO DI BELVEDERE
- Gli uliveti a terrazze e lunette dei monti Lucretili
- Vigneti Terrazzati del Versante Retico della Valtellina
- Limoneti, vigneti e boschi nel territorio del Comune di Amalfi
- Vigneti del Mandrolisai
- Il paesaggio rurale storico di Lamole - Greve in Chianti
- Paesaggio della Pietra a Secco dell'Isola di Pantelleria
- Fascia pedemontana olivata Assisi-Spoleto
- Parco regionale Storico agricolo dell'olivo di Venafro
- Il Paesaggio Policolturale di Trequanda
- Colline vitate del Soave
- Le Colline di Conegliano Valdobbiadene - Paesaggio del Prosecco Superiore
- I Paesaggi Silvo pastorali di Moscheta
- Paesaggio Agrario della Piana degli Oliveti Monumentali di Puglia
- Oliveti terrazzati di Vallecorsa

### Pratica agricola tradizionale
- Vite 'a raggiera' del Taburno
- Alberata di Asprinio
- Irrigazione tradizionale tramite sistema di rogge, "Waale", sulla Landa di Malles
- La tradizione dell'allevamento del cavallo Lipizzano
- La piantata veneta
- La Transumanza